# Chengbei, Xuwen
Chengbei (kinesiska:  城北) är en socken i sydöstra Kina. Den ligger i Xuwen härad i staden Zhanjiang i provinsen Guangdong, omkring 450 kilometer sydväst om provinshuvudstaden Guangzhou. Antalet invånare är 38 074. Befolkningen består av 18 073 kvinnor och 20 001 män. Barn under 15 år utgör 21,0 %, vuxna 15-64 år 70 %, och äldre över 65 år 8,0 %.